# エネルギー フロンティア
エネルギー フロンティア (Energy Frontier) は、東京エルエヌジータンカー（東京ガスの子会社）が所有しているLNG船。

## 概要
エネルギー フロンティア級の1番船で、2003年9月16日川崎造船坂出工場で竣工し、マレーシアから日本へのLNG輸送に就航した。
本船は川崎造船が開発した145,000m³型LNG船の第1船でもあり、モス方式球形タンク4個の総容積は145,385m³で世界で初めて14万m³を超え、竣工時は世界最大容積のLNG船であった。
LNGタンクには川崎重工開発の防熱パネルを採用して1日当たりのガス蒸発率を約0.1％に抑えており、また操舵室は航海機器を集中配置するとともに、窓の全周配置による360度の視界確保で大洋航行中のワンマン操船を可能としている。
その後、東京エルエヌジータンカー向けの同型船は4番船まで建造された。

## 同型船
- 2番船　「エネルギー アドバンス（Energy Advance）」

2005年3月30日竣工。
- 3番船　「エネルギー プログレス（Energy Progress）」

2006年11月30日竣工。
- 4番船　「エネルギー ナビゲーター（Energy Navigator）」

2008年6月30日竣工。